# Karl Damian von Schroff
Karl Damian Ritter von Schroff, född den 12 september 1802 i Kratzau, död den 18 juni 1887 i Graz, var en österrikisk farmakolog.
Schroff studerade i Prag, verkade 1830–1835 som professor i teoretisk medicin i Olmutz och därefter i Wien, där han 1849–1874 innehade lärostolen i allmän patologi, farmakognosi och farmakologi och tillhörde högsta sanitetsrådet till 1878. Schroff författade flera berömda läroböcker i farmakologi, farmakognosi och receptkonst jämte ett större antal avhandlingar om colchicum, belladonna, aconitum, helleborus, veratrum med fler intressanta giftväxter. Schroff bedrev experimentell toxikologi och utförde därvid i stor utsträckning försök på människor, bland annat på studenter, som frivilligt lät nyttja sig som försöksindivider; några sådana försök ledde till så svåra symtom, att det väckte allmän förargelse, och Schroff nödgades upphöra med dylika experiment – utom på sig själv. Schroff var även skapare av den stora drogsamlingen vid Wienuniversitetets farmakologiska institution.